# Naďa Profantová
Naďa Profantová (* 4. ledna 1962 Praha) je česká historička a archeoložka specializující se na období starší a střední doby hradištní.
Externě působí na katedře archeologie Filozofické fakulty Univerzity Hradec Králové.
Je matkou politika Ondřeje Profanta.

## Publikace
- Sámova říše. Praha : Academia, 1995. 89 s. ISBN 80-200-0420-3. (spoluautor Michal Lutovský)
- Kněžna Ludmila : vládkyně a světice, zakladatelka rodu. Praha : Epocha, 1996. 133 s. ISBN 80-902129-4-8.
- Velké dějiny zemí Koruny české I. Praha ; Litomyšl : Paseka, 1999. 798 s. ISBN 80-7185-265-1. (spoluautoři Marie Bláhová, Jan Frolík)
- Encyklopedie slovanských bohů a mýtů. Praha : Libri, 2000. 259 s. ISBN 80-7277-011-X. 2. vyd. Praha : Libri, 2004. 259 s. ISBN 80-7277-219-8. (spoluautor Martin Profant)
- Mikulčice - pohřebiště u 6. a 12. kostela = Mikulčice - Gräberfeld bei der 6. und 12. Kirche. Brno : Archeologický ústav Akademie věd České republiky, 2003. 472 s. ISBN 80-86023-55-9. (spoluautorka Blanka Kavánová)
- Počátky raného středověku v Čechách : archeologický výzkum sídelní aglomerace kultury pražského typu v Roztokách = The onset of the early middle ages in Bohemia : archaeological research at a large settlement site of the Prague-type culture at Roztoky. Praha : Archeologický ústav AV ČR, 2005. 593 s. ISBN 80-86124-51-7. (spoluautoři Martin Kuna a kol.)